# Stephen Ward
Stephen Robert Ward (Dublín, Irlanda, 20 de agosto de 1985) es un exfutbolista irlandés que jugaba de defensa.

## Selección nacional
Ward debutó con la selección de fútbol de Irlanda en mayo de 2011 contra Irlanda del Norte en un partido de clasificación para la Eurocopa 2012. Sería convocado para disputar dicho torneo.
En marzo de 2019 anunció su retirada del combinado nacional.

## Clubes
| Club                                  | País       | Año       |
| ------------------------------------- | ---------- | --------- |
| Bohemians F. C.                       | Irlanda    | 2003-2007 |
| Wolverhampton Wanderers F. C.         | Inglaterra | 2007-2014 |
| Brighton & Hove Albion F. C. (cedido) | Inglaterra | 2013-2014 |
| Burnley F. C.                         | Inglaterra | 2014-2019 |
| Stoke City F. C.                      | Inglaterra | 2019-2020 |
| Ipswich Town F. C.                    | Inglaterra | 2020-2021 |
| Walsall F. C.                         | Inglaterra | 2021-2022 |